# Creative Control
Pour plus de détails, voir Fiche technique et Distribution.
Creative Control est un film américain réalisé par Benjamin Dickinson, sorti en 2015.

## Synopsis
À New York, un cadre dans la publicité s'apprête à lancer des lunettes en réalité mixte. Mais alors qu'il les teste, la frontière entre réel et virtuel semble se brouiller.

## Fiche technique
- Titre : Creative Control
- Réalisation : Benjamin Dickinson
- Scénario : Micah Bloomberg et Benjamin Dickinson
- Musique : Drazen Bosnjak
- Photographie : Adam Newport-Berra
- Montage : Megan Brooks et Andrew Hasse
- Production : Mark De Pace, Zachary Mortensen, Melody C. Roscher et Craig Shilowich
- Société de production : Ghost Robot, Greencard Pictures et Mathematic
- Société de distribution : Damned Distribution (France) et Amazon Studios (États-Unis)
- Pays de production :  États-Unis
- Genre : Drame et science-fiction
- Durée : 97 minutes
- Dates de sortie : 
  - États-Unis : 14 mars 2015 (South by Southwest), 11 mars 2016
  - France : 9 novembre 2016

## Distribution
- Benjamin Dickinson : David
- Nora Zehetner : Juliette
- Dan Gill : Wim
- Alexia Rasmussen : Sophie
- Reggie Watts : Reggie Watts
- Gavin McInnes : Scott
- Paul Manza : Govindas / Brett
- Jay Eisenberg : Hollis
- Himanshu Suri : Reny
- Meredith Hagner (en) : Becky
- Jacob Lodwick : Gabe
- Robert T. Bogue : l'acteur
- Jessica Blank : Lucy
- Austin Ku : Teddy
- H. Jon Benjamin : Gary Gass
- Sonja O'Hara : Lauren

## Accueil
Le film a reçu un accueil mitigé de la critique. Il obtient un score moyen de 58 % sur Metacritic.